# Лјут (Венеција)
Лјут (итал. Liut) је насеље у Италији у округу Венеција, региону Венето.
Према процени из 2011. у насељу је живело 117 становника. Насеље се налази на надморској висини од 7 м.